# 3 інтернаціональний сільський округ
3 інтернаціональний сільський округ (каз. Үшінші интернационал ауылдық округі, рос. 3 интернациональный сельский округ) — адміністративна одиниця у складі Кармакшинського району Кизилординської області Казахстану. Адміністративний центр та єдиний населений пункт — село 3 інтернаціонал.
Населення — 2443 особи (2021; 2561 у 2009, 2506 у 1999, 2332 у 1989).
Станом на 1989 рік існувала Кашкансуська сільська рада (села ІІІ Інтернаціонал, Откорм-Площадка). 2018 року було ліквідовано село Бірлік.

## Склад
До складу округу входять такі населені пункти:
| Населений пункт       | Колишні назви     | Населення, осіб (1989) | Населення, осіб (1999) | Населення, осіб (2009) | Населення, осіб (2021) |
| --------------------- | ----------------- | ---------------------- | ---------------------- | ---------------------- | ---------------------- |
| 3 інтернаціонал, село | ІІІ Інтернаціонал | 2144                   | 2374                   | 2561                   | 2443                   |
| Бірлік, село          | -                 | -                      | 132                    | 0                      | -                      |
| Откорм-Площадка, село | -                 | 188                    | -                      | -                      | -                      |